# Кесслер, Роберт
Роберт Л. «Боб» Кесслер (англ. Robert L. "Bob" Kessler; 25 ноября 1914, Андерсон, штат Индиана, США — 5 сентября 2001, Окленд, штат Мичиган, США) — американский профессиональный баскетболист.

## Ранние годы
Роберт Кесслер родился 25 ноября 1914 года в городе Андерсон (штат Индиана), там же учился в одноимённой школе, в которой играл за местную баскетбольную команду.

## Студенческая карьера
В 1936 году окончил Университет Пердью, где в течение трёх лет играл за команду «Пердью Бойлермейкерс», в которой провёл успешную карьеру, став её лучшим бомбардиром, под руководством тренера, члена Зала славы баскетбола, Уорда Ламберта. При Кесслере «Бойлермейкерс» три года подряд выигрывали регулярный чемпионат конференции Big Ten (1934—1936), но ни разу не выходили в плей-офф студенческого чемпионата США. По итогам сезона 1935/1936 годов был включён во всеамериканскую сборную NCAA. Его одноклубником был Джуэлл Янг. В 1968 году Роберт Кесслер был включён в баскетбольный Зал Славы Индианы.

## Профессиональная карьера
Играл на позиции лёгкого форварда. В 1937 году Роберт Кесслер заключил соглашение с командой «Индианаполис Каутскис», выступавшей в Национальной баскетбольной лиге (НБЛ). Позже выступал за команду «Хэммонд Кайзер Олл-Американс» (НБЛ). Всего в НБЛ провёл 2 сезона. В 1938 году Кесслер включался во 2-ю сборную всех звёзд НБЛ, а также был признан новичком года НБЛ. Всего за свою короткую карьеру в НБЛ Роберт Кесслер сыграл 14 игр, в которых набрал 125 очков (в среднем 8,9 за игру). Помимо этого Роберт в составе «Олл-Американс» один раз участвовал во Всемирном профессиональном баскетбольном турнире, но без особого успеха.

## Смерть
После завершения профессиональной карьеры Роберт Кесслер долгое время работал в автомобильной корпорации General Motors, в конце концов став её вице-президентом. Он умер 5 сентября 2001 года на 87-м году жизни в тауншипе Окленд (округ Окленд, штат Мичиган).